# Statistisk sentralbyrå

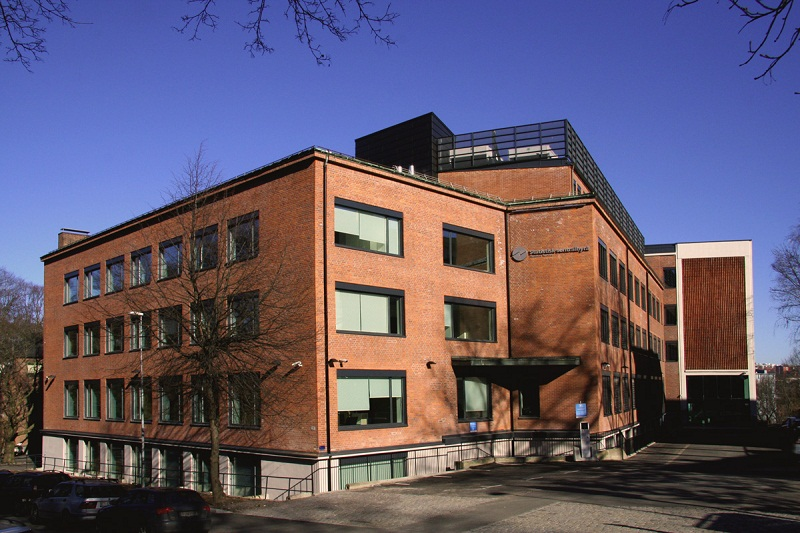
Norges statistiska centralbyrå i Oslo

Statistisk sentralbyrå (SSB; engelska: Statistics Norway) är Norges officiella centrala statistikorgan och utgör en statlig institution, med uppgift att samla in, bearbeta och förmedla officiell statistik. Institutionen grundades 1876. SSB har, enligt statistiklagen från 1989, rätt att bestämma vad som ska vara officiell statistik och har ansvaret för att samordna all officiell statistik i Norge. 
En av SSB:s mest använda statistikområden är konsumentprisindex, som beskriver prisutveckling för en lång rad varor och tjänster. Andra viktiga områden är befolkning, kriminalitet, miljö, utbildning, invandring, arbetsmarknad, hälsa och lön. Även namnstatistiken är mycket populär. Där finns data över populariteten hos de flesta förnamnen i Norge under de senaste 130 åren.
Norges statistiska centralbyrå är en av få statistikbyråer i världen med en egen forskningsavdelning. Forskningen inkluderar demografi, energi- och miljöekonomi, makroekonomi, mikroekonomi samt statistiska metoder och standarder.
Statistisk sentralbyrå är organiserad som ett direktorat under Finansdepartementet. Hösten 2017 avgick statistikdirektören Christine Meyers, efter att finansminister Siv Jensen förklarat att hon inte längre hade förtroende för henne. Striden gällde hur SSB:s forskningsavdelning skulle organiseras. I maj 2018 utnämndes Geir Axelsen till ny direktör.